# Kollam (stacja kolejowa)
Kollam (malajalam കൊല്ലം ജംഗ്‌ഷൻ) – węzłowa stacja kolejowa w mieście Kollam, w stanie Kerala w Indiach. Jest największą stacją kolejową w mieście i drugą najbardziej ruchliwą w stanie. Znajduje się tu 6 peronów i 17 torów kolejowych